# Phialella parvigastra
Phialella parvigastra är en nässeldjursart som först beskrevs av Mayer 1900.  Phialella parvigastra ingår i släktet Phialella och familjen Phialellidae. Inga underarter finns listade i Catalogue of Life.